# 岐阜県立益田高等学校下呂分校
岐阜県立益田高等学校下呂分校（ぎふけんりつましたこうとうがっこう　げろぶんこう）とは、かつて岐阜県益田郡下呂町（現在の下呂市）にあった公立の高等学校の分校。

## 概要
益田高等学校の定時制の分校であった。岐阜県立の高等学校の分校であったが、設置者は下呂町であった。
1974年（昭和49年）、下呂町内に益田南高等学校の新設されるために廃校。廃校後、生徒は益田南高等学校に転入した。

## 沿革
- 1948年（昭和23年）
  - 9月18日 - 益田郡の四ヶ町村[注釈 3]で学校組合を結成。益田郡下呂町に益田高等学校の定時制分校の設置が決まる。
  - 11月 - 岐阜県立益田高等学校下呂分校として開校。定時制（昼夜間）高校で、普通科、農業科、家庭科を設置。校舎は下呂町森960[注釈 4]の旧・下呂町青年学校の校舎を使用する。開校時の生徒数は141名。
- 1951年（昭和26年）8月1日 - 下呂小学校の校舎内に移転。
- 1955年（昭和30年）4月1日 - 下呂町、竹原村、上原村、中原村が合併し、下呂町が発足。同時に益田高等学校下呂分校の設置者は下呂町となる。
- 1959年（昭和34年）2月 - 下呂町少ヶ野に校舎を新築し、移転。
- 1974年（昭和49年）3月31日 - 廃校。